# سيليزيا العليا
سيليزيا العليا هي الجزء الجنوب الشرقي من منطقة سيلسيا الجغرافية والتاريخية. ومن القرن التاسع خضعت لسيطرة لأمبراطورية مورافيا العظيمة ومن ثم مملكة بوهيميا ومن ثم بولندا فالإمبراطورية الرومانية المقدسة ومن ثم بروسيا وبعد ذلك ضمت إلى الرايخ الألماني. أما حالياً فإن قسم منها تابع لبولندا والقسم الآخر لجمهورية التشيك

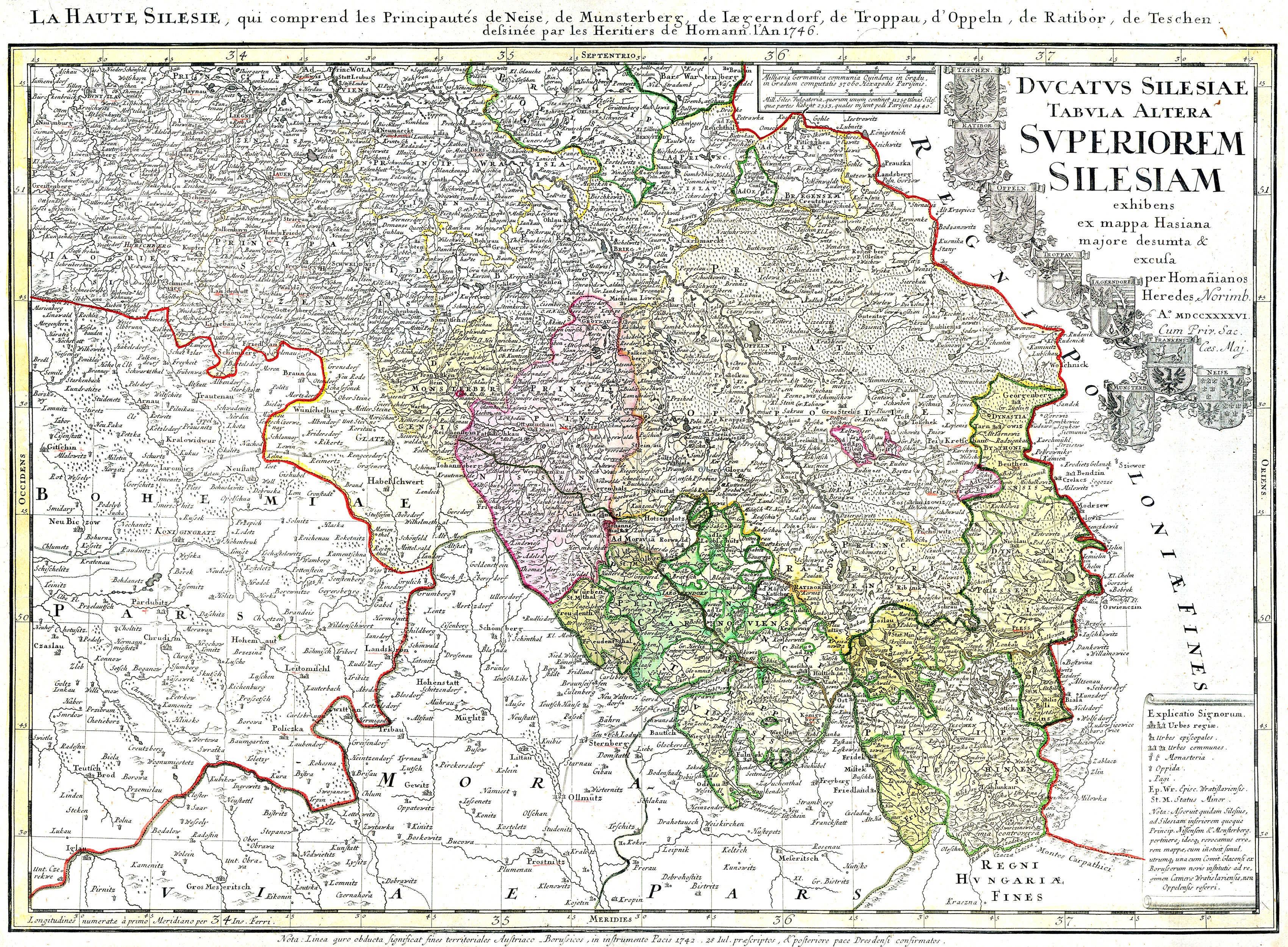
خريطة سيليزيا العلياسنة 1746

يبلغ عدد سكان سيليزيا العليا 3,487,000.

## أعلام
- كورت دالوج
- شتيفاني تسفايج
- جوزيف شروتر
- ريتشارد مالك
- كورت ماير

## وصلات خارجية
- Silesian Autonomy Movement
- Silesian Digital Library نسخة محفوظة 2 مارس 2022 على موقع واي باك مشين.
- Silesian Tourism Portal